# کلی مورفی (بازیکن والیبال)
کلی مورفی (انگلیسی: Kelly Murphy؛ زادهٔ ۲۰ اکتبر ۱۹۸۹) بازیکن والیبال زن اهل ایالات متحده آمریکا است.